# Schiedam

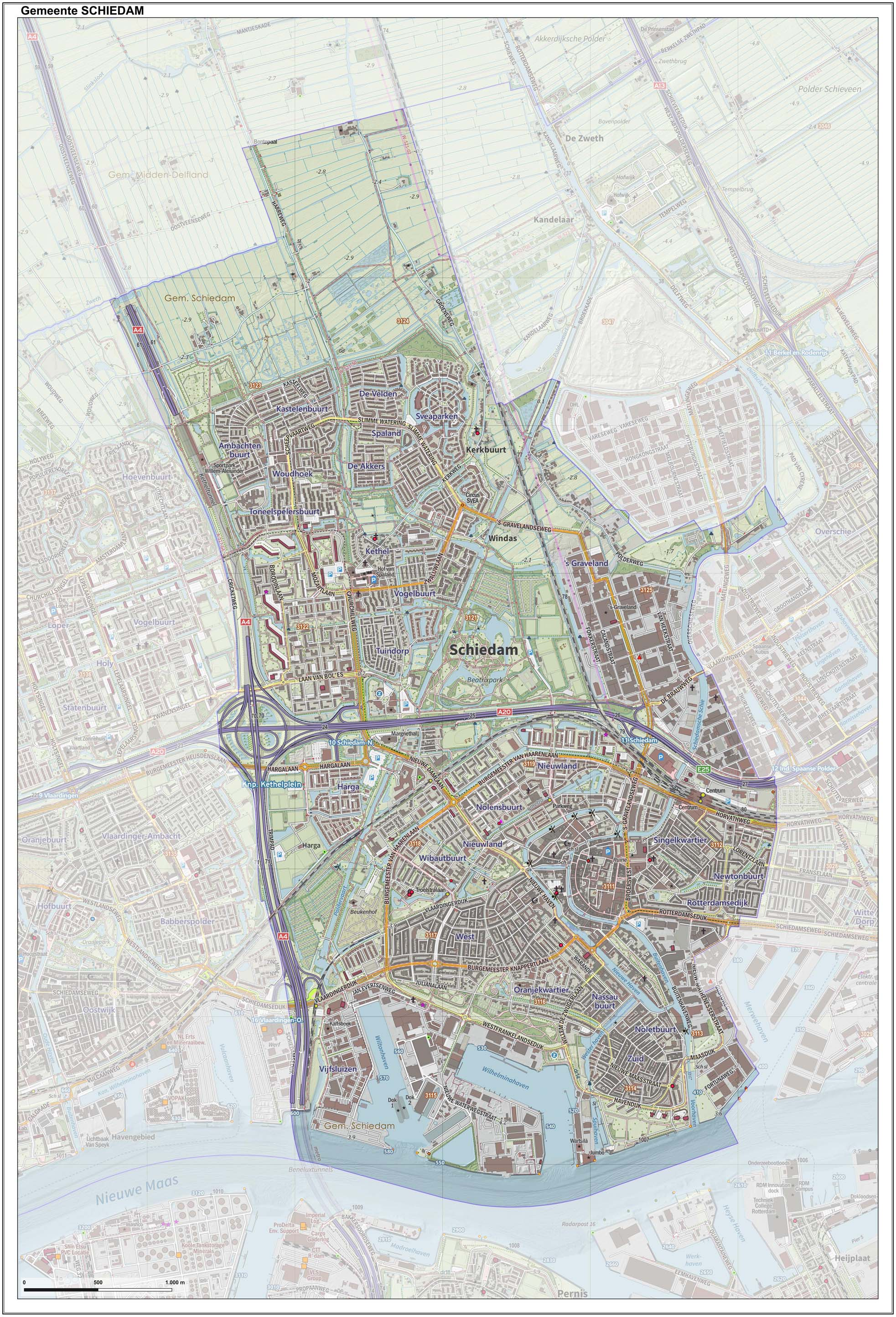
Topografische gemeentekaart van Schiedam, juni 2023

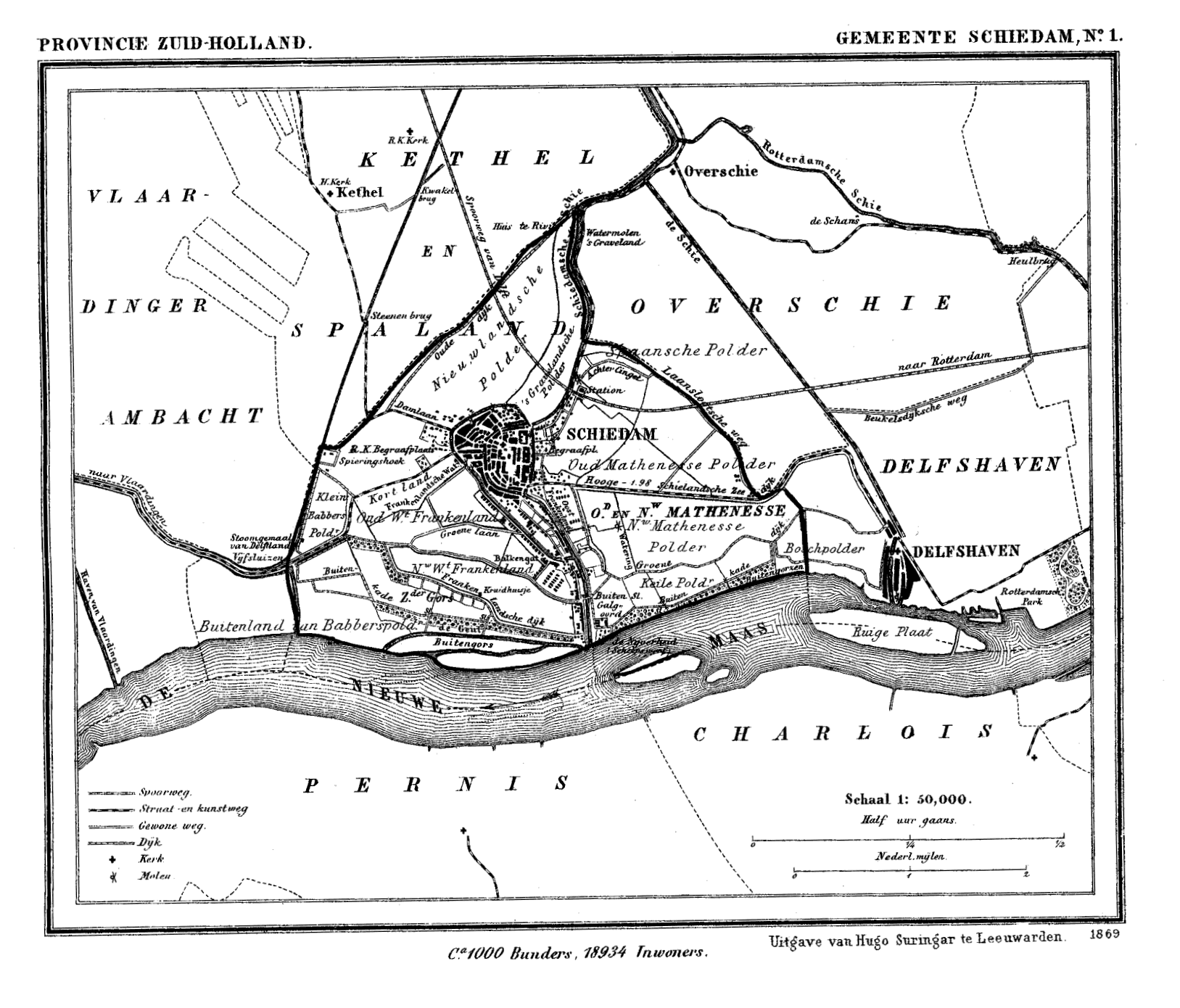
Oude kaart gemeente Schiedam circa 1870

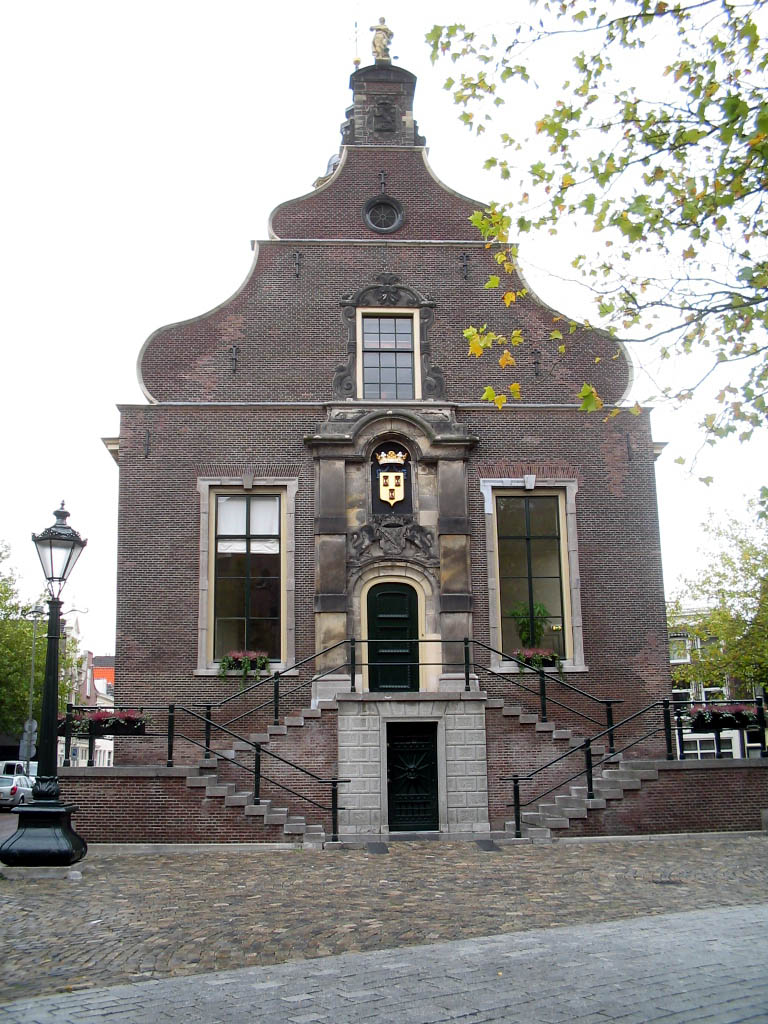
Oude stadhuis van Schiedam

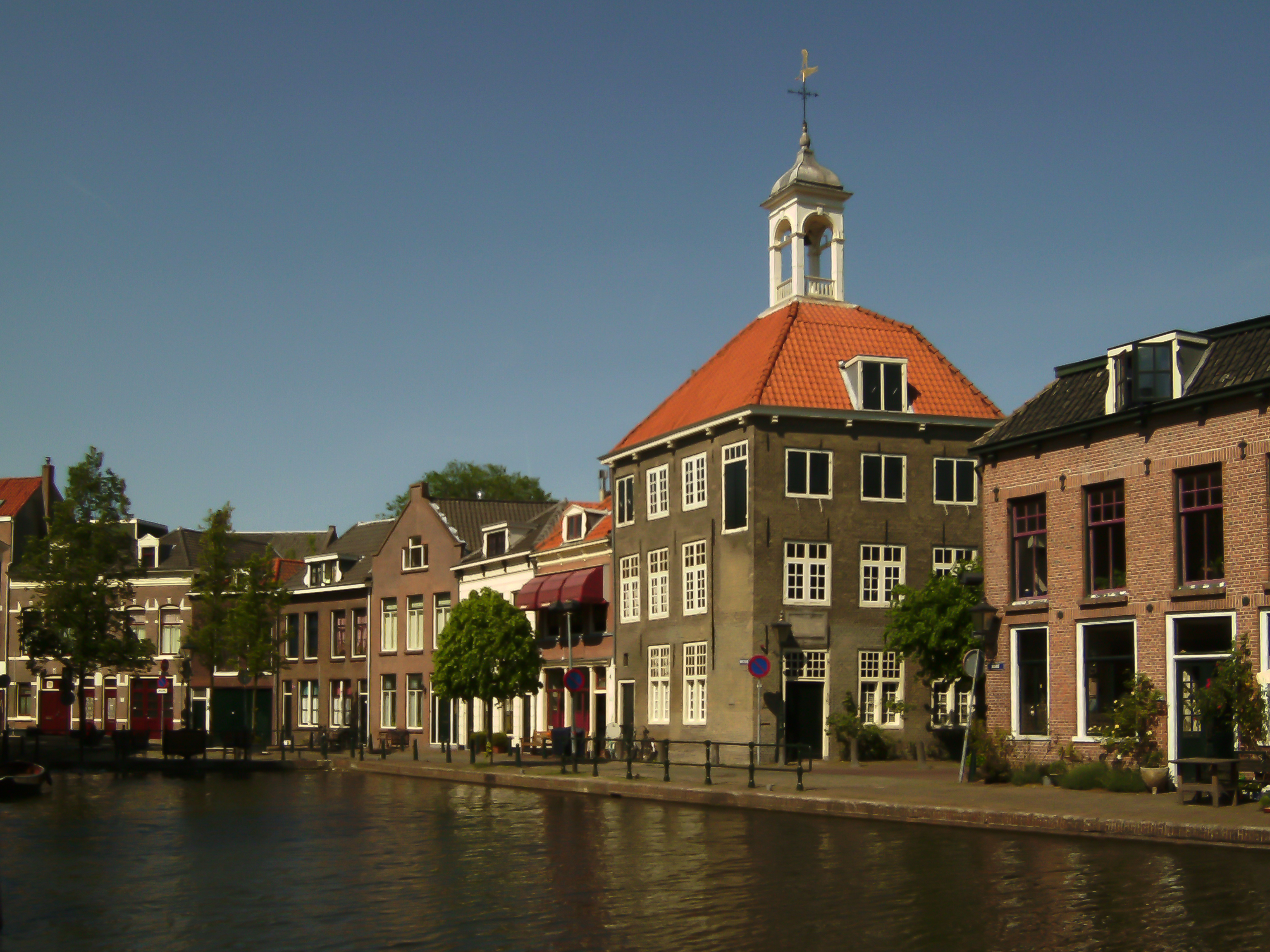
Zicht op Schiedam met het zakkendragershuisje

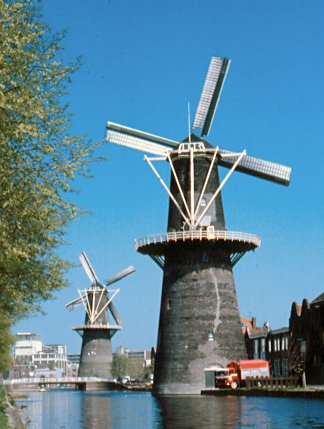
Molens in Schiedam, De Vrijheid en De Noord (in de achtergrond)

Schiedam (uitspraakⓘ) is een stad en gemeente in de Nederlandse provincie Zuid-Holland. Het gemeentebestuur neemt deel aan de gemeenschappelijke regeling Metropoolregio Rotterdam-Den Haag.
Schiedam is gelegen tussen Rotterdam en Vlaardingen, oorspronkelijk aan de Schie en later ook aan de Nieuwe Maas. Op 22 november 2024 had de gemeente 81.838 inwoners (bron: CBS). De stad is bekend om haar jeneverproductie, de historische binnenstad met historische havens (in andere steden zouden ze 'grachten' worden genoemd) en de hoogste windmolens ter wereld.

## Geschiedenis
De geschiedenis van de stad Schiedam gaat terug tot de 13e eeuw. Nabij de monding van de Schie werd rond ca. 1230 door de heer van Wassenaar en/of heer Dirk Bokel van ambacht Mathenesse een dam aangelegd om het polderland te beschermen tegen het zeewater. In 1247 kreeg Aleid van Holland bij haar huwelijk met Jan van Avesnes het oostelijke deel van de dam (en het poldertje) als bruidsgeschenk. In 1275 werden stadsrechten verleend door vrouwe Aleid van Holland (Aleida van Avesnes), de zuster van graaf Willem II van Holland.
De achttiende eeuw was voor Schiedam een Gouden Eeuw, als gevolg van de stilgevallen drankimport uit het buitenland en de opkomst van de jeneverstokerij. Er ontstonden tientallen branderijen en destilleerderijen die over de hele wereld exporteerden. De jeneverindustrie gaf Schiedam de bijnaam 'Zwart Nazareth'. De bedrijfstak is inmiddels grotendeels verdwenen, maar de ten behoeve van de industrie gebouwde zes klassieke windmolens bepalen nog steeds het stadsbeeld. In 2005 is de Noletmolen gebouwd naar het beeld deze molens. Ook zijn er nog een aantal voormalige branderijen. In 1 daarvan, aan de historische Lange Haven, is sinds 1996 het Jenevermuseum gevestigd.
In 1941 werd de gemeente Kethel en Spaland geannexeerd, waardoor er ruimte was voor grootschalige woningbouw ten noorden van Schiedam. Hier liggen nu de wijken Tuindorp, Sveaparken, Kethel, Groenoord, Woudhoek en Spaland.
Eind 2021 tekende de gemeente Schiedam een verkoopcontract met een consortium van vastgoedontwikkelaars en aannemers voor de ontwikkeling van het nieuwbouwproject Schieveste, gelegen direct naast station Schiedam Centrum tot het vormen van het zogenaamde "SchieDistrict". Naast woningen zal er ook beroepsonderwijs en bedrijfsvesting in de mechatronica tot stand komen in het "MICS" (Mechatronica Innovatie Campus Schiedam). Dit project voorziet in de realisatie van circa 3.000 woningen. In april 2025 werd ook groen licht gegeven voor de ontwikkeling van de Glasbuurt, waar nog eens 738 woningen worden toegevoegd aan de woningvoorraad van de stad.
In totaal zijn er in 2025 zeventien woningbouwprojecten in ontwikkeling in Schiedam. Deze variëren van grootschalige nieuwbouwlocaties, zoals het voormalige terrein van de firma Dirkzwager, tot de transformatie van bestaande gebouwen zoals oude kerken. Daarnaast worden er ook nieuwe scholen gerealiseerd in het kader van de stadsontwikkeling.
De gemeente Schiedam verwacht dat het aantal inwoners tussen 2023 en 2050 met ongeveer 19% zal groeien, tot een totaal van circa 96.000 inwoners.

## Bezienswaardigheden
- Stadhuis, Grote Markt
- Grote of St.-Janskerk
- Schiedamse molens: de zes klassieke stellingmolens (Molen De Walvisch, Molen De Drie Koornbloemen, Molen De Vrijheid, Molen De Noord, Molen De Palmboom, Molen De Kameel) en de nieuwe "energiemolen" De Nolet (2005); de op de afbeelding getoonde molens zijn de hoogste klassieke windmolens ter wereld.
- De ruïne van Huis te Riviere
- Liduinabasiliek met Heilig Hartbeeld
- De grachten van Schiedam ("havens" genoemd: Lange Haven, Korte Haven en de Nieuwe Haven)
- Babbersmolen (Steenhuismolen (1710-1888), Stellingmolen (1888-1924), Stellingmolen (2014-heden))
- Zakkendragershuisje
- Korenbeurs
- Voormalig Sint-Jacobs-gasthuis, nu het Stedelijk Museum Schiedam
- Kantoorgebouw voor de toenmalige HAV Bank van architect Dudok uit 1935, in 1997 verbouwd tot appartementen
- Sint-Jan-de-Doperkerk (Havenkerk)
- Historische stadsgezichten

### Monumenten
Een deel van Schiedam is een beschermd stadsgezicht. In de gemeente is er een aantal rijksmonumenten, gemeentelijke monumenten en oorlogsmonumenten, zie:
- Lijst van rijksmonumenten in Schiedam
- Lijst van gemeentelijke monumenten in Schiedam
- Lijst van oorlogsmonumenten in Schiedam
- Lijst van Stolpersteine in Schiedam

Kaart van het oude centrum van Schiedam, met bezienswaardigheden.

## Kunst en cultuur
De meeste culturele voorzieningen in Schiedam bevinden zich in de binnenstad. Zo is er het Stedelijk Museum Schiedam, bekend om zijn grote collectie kunst van de kunstbeweging Cobra, het Nationaal Jenevermuseum waar nog regelmatig gestookt wordt en museummolen De Walvisch, waar nog gedraaid en gemalen wordt. Tot februari 2018 was De Nieuwe Palmboom museummolen.
Naast de musea zijn er vele kunstenaars en hun ateliers te vinden in de stad. Ook kent de stad een aantal galeries.
In de voormalige Korenbeurs naast de Dam is sinds juni 2015 de eerste groene bibliotheek van Nederland gevestigd. In het Wennekerpand, een voormalige distilleerderij, zijn diverse culturele instellingen ondergebracht. Onder meer is er het filmhuis Wenneker Cinema en de kleine zaal van het Theater aan de Schie waarvan de hoofdlocatie aan het Stadserf te vinden is. Naast zijn musea en culturele centra kent Schiedam een groeiend aantal terugkerende evenementen en festivals, waarvan de bekendste zijn:
- Brandersfeesten
- De Bonte Koe Chocolade Festival
- Film op 't Erf
- Fotofestival Schiedam
- Jenever- en Ginfestival
- Muziek op het Water
- Nationale Molendag
- Open Monumentendagen
- Open Expo Schiedam
- Opera aan de Schie
- Suikerzoet Filmfestival
- Wereldmuziekfestival Verueño
- Where we've met

### Kunst in de openbare ruimte
In Schiedam zijn diverse beelden, sculpturen en objecten geplaatst in de openbare ruimte, zie lijst van beelden in Schiedam.

## Samenstelling gemeentebestuur

### Gemeenteraad

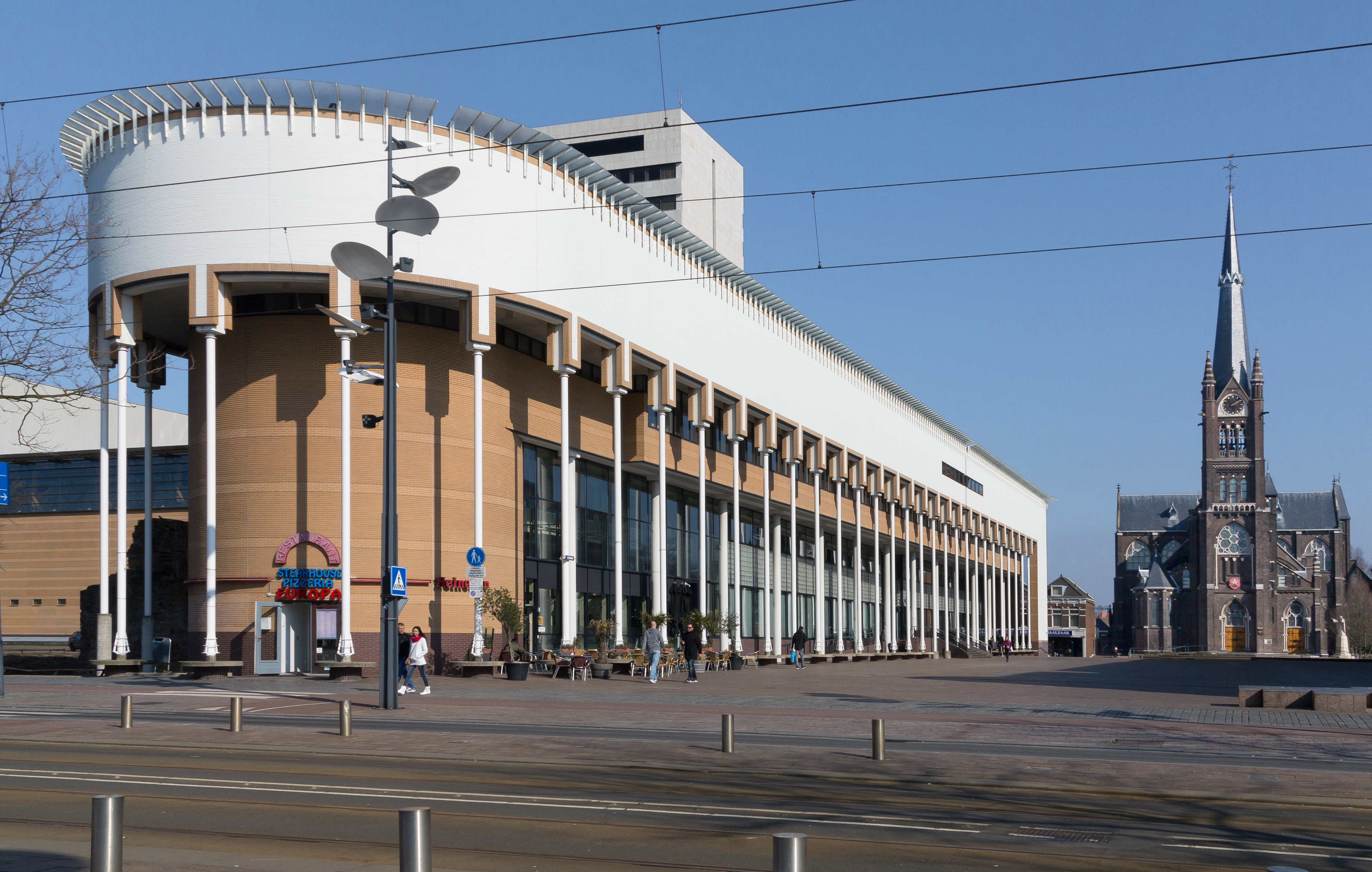
Stadhuis Schiedam met rechts de Sint Liduinabasiliek

De gemeenteraad van Schiedam telt 35 zetels. Hieronder de behaalde zetels per partij bij de gemeenteraadsverkiezingen sinds 1994:
| Zetels                        | Zetels | Zetels | Zetels | Zetels | Zetels | Zetels | Zetels | Zetels |
| ----------------------------- | ------ | ------ | ------ | ------ | ------ | ------ | ------ | ------ |
|                               | 1994   | 1998   | 2002   | 2006   | 2010   | 2014   | 2018   | 2022   |
| VVD                           | 5      | 7      | 5      | 4      | 5      | 4      | 6      | 6      |
| DENK                          | -      | -      | -      | -      | -      | -      | 4      | 4      |
| GroenLinks                    | 3      | 3      | 3      | 2      | 2      | 2      | 3      | 4      |
| PvdA                          | 9      | 11     | 7      | 13     | 9      | 5      | 2      | 4      |
| D66                           | 6      | 2      | 1      | 1      | 4      | 5      | 4      | 3      |
| OuderenPartij Schiedam        | -      | -      | -      | -      | -      | -      | 2      | 3      |
| Progressief Schiedam          | -      | -      | -      | -      | 1      | 2      | 2      | 3      |
| Alles voor Schiedam           | -      | -      | -      | -      | -      | -      | -      | 2      |
| AOV                           | -      | 1      | 1      | 1      | 2      | 4      | 4      | 2      |
| CDA                           | 5      | 5      | 6      | 5      | 4      | 3      | 2      | 2      |
| Lokaal Onafhankelijk Schiedam | -      | -      | -      | -      | -      | -      | 2      | 2      |
| Sociaal Liberaal Verbond      | -      | -      | -      | -      | -      | -      | 1      | 0      |
| SP                            | -      | 3      | 2      | 5      | 2      | 4      | 2      | -      |
| ChristenUnie-SGP              | -      | -      | -      | -      | -      | 1      | 1      | -      |
| Leefbaar Schiedam             | -      | -      | 7      | 3      | 2      | 3      | -      | -      |
| Gemeente Belangen Schiedam    | 2      | 2      | 3      | 1      | 1      | 1      | -      | -      |
| Lijst Blanco                  | -      | -      | -      | -      | -      | 1      | -      | -      |
| Trots op Nederland            | -      | -      | -      | -      | 2      | -      | -      | -      |
| Fractie Schoenmakers/S.O.S    | 1      | -      | -      | -      | 1      | -      | -      | -      |
| Centrum Democraten            | 4      | 1      | -      | -      | -      | -      | -      | -      |
| Totaal                        | 35     | 35     | 35     | 35     | 35     | 35     | 35     | 35     |

### College van B&W
Het college van burgemeester en wethouders bestaat uit:
| Naam               | Functie                       | Partij | Taken |
| ------------------ | ----------------------------- | ------ | --- |
| Harald Bergmann    | Burgemeester                  | VVD    | Algemene zaken en juridische zaken; Bestuurlijke- en raadsaangelegenheden, integriteit en algemeen beleid; Openbare orde en veiligheid; Regionale aangelegenheden |
| Antoinette Laan    | Wethouder/1e locoburgemeester | VVD    | Bouwen en Wonen; Financiën en Control; Sport; Havens en bedrijventerreinen; Nationaal Programma Nieuwland en Oost; Coördinatie gemeentelijke handhaving; Gemeentearchief |
| Cemil Kahramanoğlu | Wethouder                     | DENK   | Buitenruimte & recreatie; Onderwijs; Samenleven; Nationaal Programma Nieuwland en Oost; Jeugdbeleid |
| Petra Zwang        | Wethouder                     | PvdA   | Armoedebeleid en Schuldhulpverlening; Kinderopvang/ Voor- en vroegschoolse educatie; Volwasseneneducatie en laaggeletterdheid; Zorg en Welzijn (Wmo (m.u.v. Jeugdzorg), Wijkondersteuningsteams, Samen Schiedam, Senioren); Volksgezondheid; Wijkregie en Burgerparticipatie |
| Anouschka Biekman  | Wethouder                     | D66    | Binnenstad, Stadspromotie en Toerisme; Samenleven; Werk en Inkomen; Vastgoed, Grondbeleid en Monumenten; ICT & Facilitaire zaken; Communicatie; 750 jaar Schiedam |
| Frans Hamerslag    | Wethouder                     | PS     | Mobiliteit; Dierenwelzijn en Natuur; Duurzaamheid en Milieu; P&O; Cultuur en media; Horeca en Evenementen; Inkoop; Economie; Dienstverlening |
| Caroline Bos       | Gemeentesecretaris            | n.v.t. | Hoofd van de gemeentelijke organisatie en de eerste adviseur van het college |

## Verkeer en vervoer

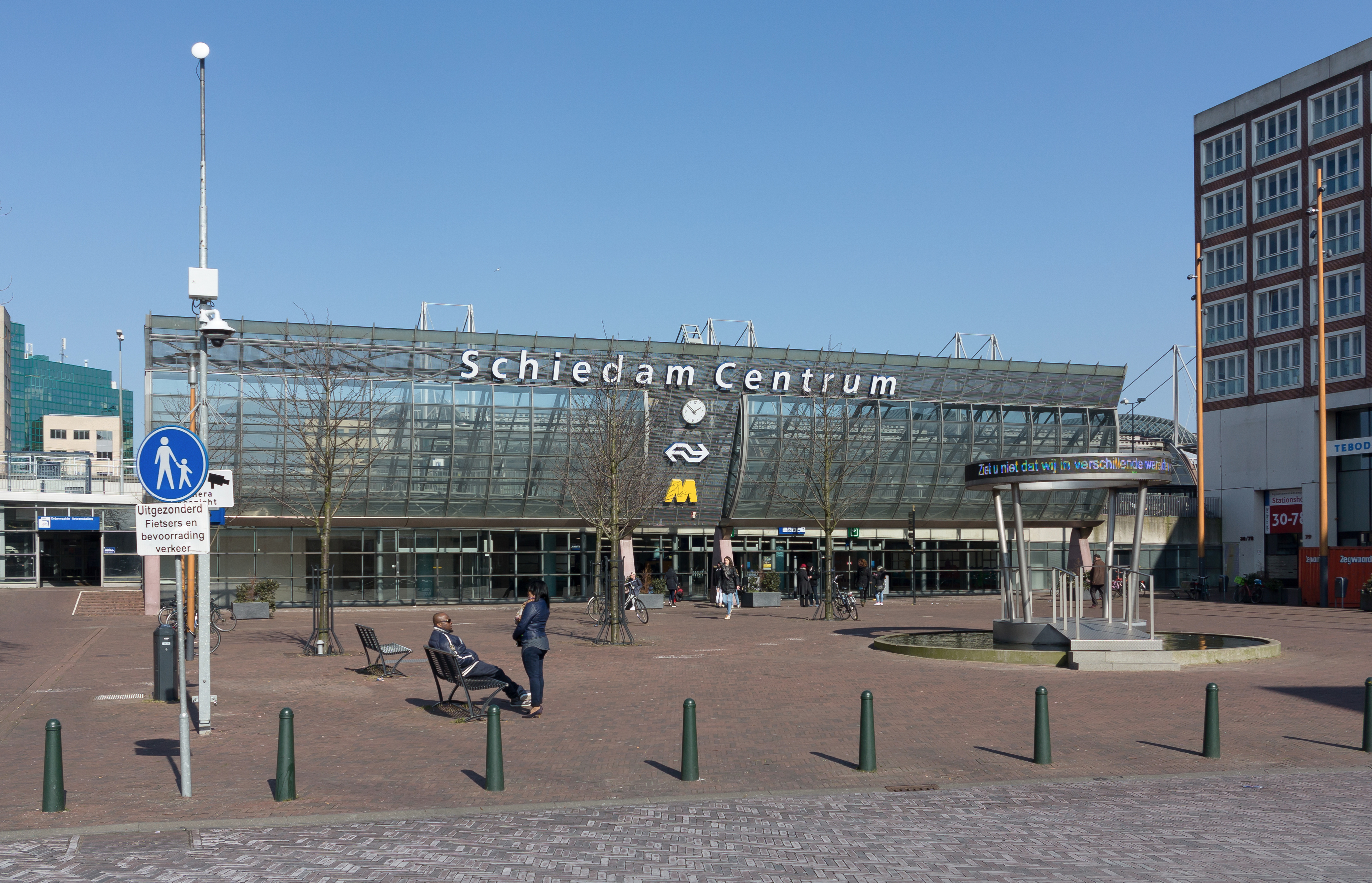
Trein- en metrostation Schiedam Centrum

- Schiedam ligt voor een groot gedeelte binnen de Ring Rotterdam. Hierdoor is de stad goed te bereiken via de afrit aan de A4 Schiedam-West en de afritten aan de A20 Schiedam-Noord en Schiedam.

- Schiedam heeft een gecombineerd trein- en metrostation, station Schiedam Centrum. Vanaf dit station kan met een directe verbinding per trein onder meer gereisd worden naar o.a. Amsterdam, Dordrecht, Den Haag, Rotterdam, Roosendaal en Vlissingen.

- Schiedam is ook per metro bereikbaar. station Schiedam Centrum is bereikbaar met metrolijnen A, B en C vanuit Rotterdam. Met metrolijn C kan men ook verder reizen langs de Schiedamse metrostations Parkweg, Troelstralaan en Vijfsluizen richting Hoogvliet en Spijkenisse. Na een opening op 28 september 2019 is de Hoekse Lijn op 30 september 2019 voor de metro in gebruik genomen.[4] Station Schiedam Nieuwland is bij de ingebruikstelling als metro van de Hoekse Lijn geopend en is bereikbaar met metrolijnen A en B.

- Ook heeft Schiedam een tramverbinding met Rotterdam. Tramlijnen 1 en 11 (alleen overdag tot circa 19:00) doen beide de binnenstad, station Schiedam Centrum en Schiedam-Noord aan.

## Onderwijs en gezondheidszorg

### Onderwijs
In Schiedam bevinden zich ongeveer 35 scholen voor basisonderwijs, voortgezet onderwijs, speciaal onderwijs en mbo, waaronder zowel openbare als rooms-katholieke, protestants-christelijke, gereformeerde en islamitische scholen. In het aangrenzende Rotterdam bevinden zich diverse hbo-opleidingen en de Erasmus Universiteit Rotterdam.
De oudste school voor voortgezet onderwijs is het Stedelijk Gymnasium Schiedam met een historie die teruggaat tot 1346.

### Gezondheidszorg
Van oudsher kende Schiedam twee ziekenhuizen: het Gemeenteziekenhuis en het Nolet Ziekenhuis, die in 1981 fuseerden tot het Schieland Ziekenhuis. In 2008 werd het Vlietland Ziekenhuis in gebruik genomen, een fusie van het Schieland Ziekenhuis in Schiedam en het Holyziekenhuis in Vlaardingen. Dit ziekenhuis ligt nabij de A20 en station Schiedam Nieuwland. Op 29 juni 2012 fuseerde dit ziekenhuis met het Fransiscus Gasthuis in Rotterdam.

## Internationale relaties
Schiedam had tot 2008 een zusterband met onderstaande steden:
- Esslingen (Duitsland)
- Vienne (Frankrijk)
- Udine (Italië)
- Neath Port Talbot (VK)
- Velenje (Slovenië)
- Piotrkow (Polen)

Toen Schiedam in 2008 onderdeel werd van de Europese gemeenschap voor middelgrote steden (Eurotowns), heeft de gemeente de zusterbanden opgezegd.

## Aangrenzende gemeenten
| Aangrenzende gemeenten | Aangrenzende gemeenten | Aangrenzende gemeenten | Aangrenzende gemeenten | Aangrenzende gemeenten |
| ---------------------- | ---------------------- | ---------------------- | ---------------------- | ---------------------- |
| Midden-Delfland        |                        |                        |                        | Rotterdam              |
|                        |                        |                        |                        |                        |
| Vlaardingen            |                        |                        |                        |                        |
|                        |                        |                        |                        |                        |
|                        |                        | Rotterdam              |                        |                        |